# داستان عاشیقی

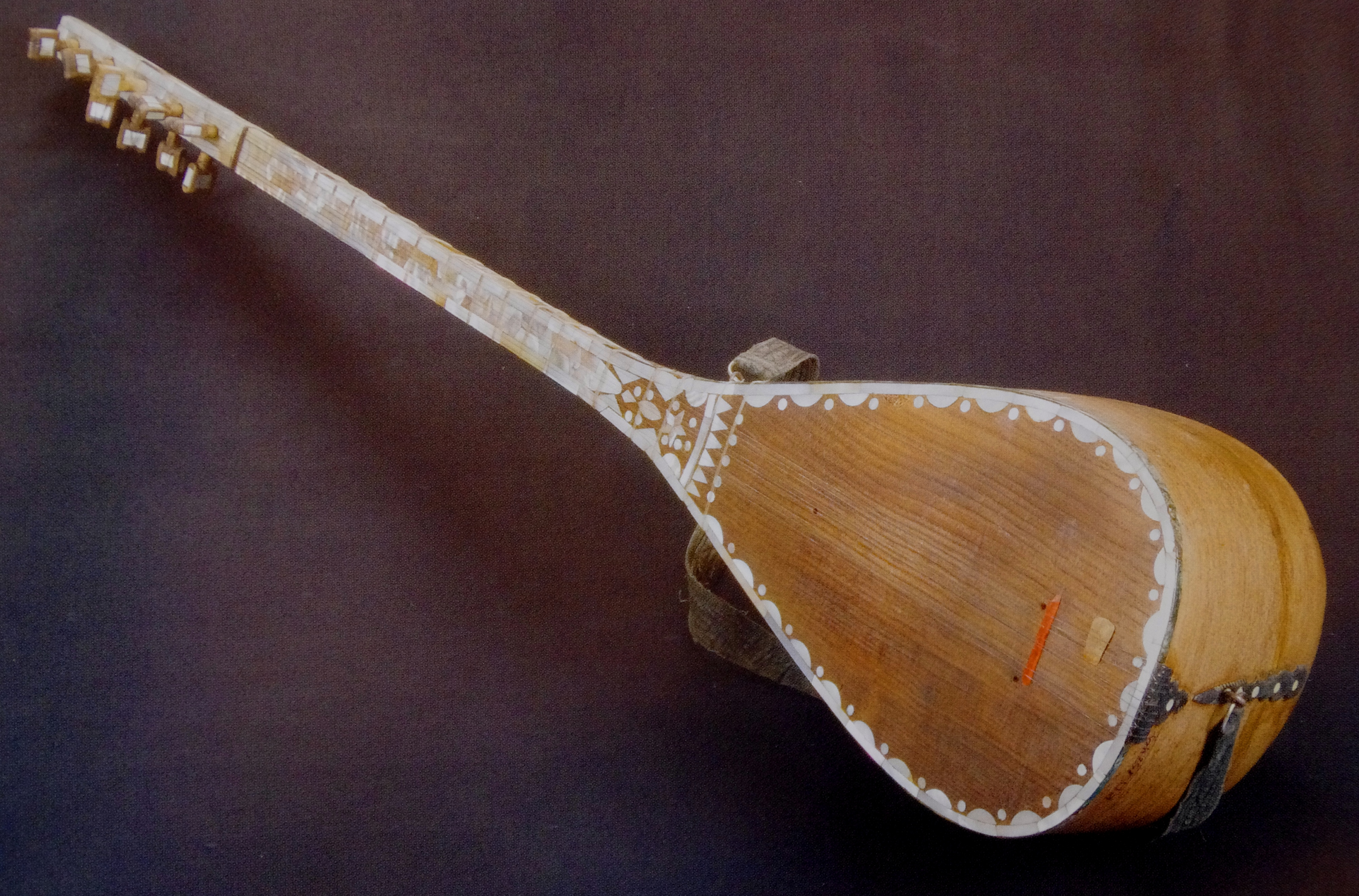
قوپوز

داستان عاشیقی، به مثابه یکی از ارکان موسیقی عاشیقی، نوعی روایت است که عاشیقها در گردهماییها و، به ویژه، در قهوه خانه عاشیقلار، اجرا می‌کنند. قسمت‌های منثور این ژانر هنری را عاشیق روایت می‌کند و بخش‌های منظوم آن را همراه با نواختن ساز عاشیقی به آواز می‌خواند.
در زبان ترکی اسلامبولی لغت عربی حکایه (Hikâye) را برای داستان عاشیقی استفاده می‌کنند و امروزه این واژه در زبان انگلیسی در ترکیب Turkish hikaye جا افتاده است. در زبان ترکی آذری با اینکه کلمه دستان (از ریشه داستان فارسی) مورد استفاده است ولی مفهوم آن مشخصا داستان‌هایی است که حول ماجراهای عشقی یک عاشیق شکل گرفته‌اند. فراق عاشیق از معشوق، در این روایتها، نه بخاطر بی‌وفائی معشوق که بعلت قضای روزگار اتفاق می‌افتد و عشق همواره دو طرفه است.

## الگوی داستان عاشیقی
آملیا قلعه گر (Amelia Gallagher)، بر اساس تحقیقات ایلهان باشگوز (İlhan Başgöz) الگوی کلی زیر را برای داستان عاشیقی ارائه داده است: داستان با تولد عاشیق آغاز شده و با ازدواج او پایان می‌یابد. صحنه با توصیف خانواده و زادگاه او چیده می‌شود. آنگاه یک بحران، عمدتاً اجاق‌کوری والدین عاشیق، به میان کشیده شده و اغلب با تولد عاشیق بر طرف می‌گردد. بحران کانونی روایت در نوجوانی عاشیق هنگامی جلوه می‌کند که او از طریقی غیبی (معمولاً در خواب) عاشق می‌شود.  در حین همین رویای صادقه استعداد هنری به عاشیق اعطا می‌شود و او بعد از بیداری به سرودن آوازهای عاشقانه، نواختن ساز، و آواز خوانی قادر شده و عشق خود را در قالب موسیقی بیان می‌کند. از آن لحظه ساز همواره همراه عاشیق است که در فراق معشوق آواره شده است. ادامه داستان را ماجراهایی تشکیل می‌دهند که در طی آنها عاشیق موانع را یکی بعد از دیگری تا وصل به معشوق، با تکیه بر هنر خود، بر طرف می‌کند. 

## داستانهای عاشیقی معروف
از آنجا که داستانهای عاشیقی ماهیتا شفاهی هستند، در طی تکامل خود دچار دگردیسی می‌شوند و یک داستان به چندین گونهٔ مختلف در میاید. از این دیدگاه تعداد این داستان‌ها بسیار زیاد است. با این‌حال اغلب عاشیقها تعدادی از داستانهای معروف را حفظ هستند. ایلهان باشگوز لیست بیست و شش تایی از اینها را نام برده است. در زیر یک لیست از معروفترین داستانها ارائه می‌شود.
- شاه اسماعیل و گلزار[۴]
- کوراوغلو. یکی از نسخ این داستان، که بعنوان نسخه پاریس شناخته می‌شود، در باکو چاپ شده است.[۸] ایلهان باشگوز از یازده گونه مختلف این داستان، که در اواخر دهه ۱۳۴۰ در تبریز رایج بوده، یاد کرده است.[۷]
- عاشق غریب و شاه صنم. سرگئی پاراجانف (Sergei Parajanov) با ساختن فیلمی این داستان را شهرت جهانی بخشیده است.[۹][۱۰]
- اصلی و کرم. داستان یک شاهزاده مسلمان اهل شهر گنجه در دوره صفویان است که عاشق دختری مسیحی می‌شود.[۱۱] در اغلب گونه‌ها، این داستان بر خلاف الگوی رایج، با مرگ عشاق پایان می‌یابد.
- عاشیق قربانی وپری بر مبنای آوازه ماجراهای عاشیق قربانی پرداخته شده است.[۱۲][۱۳]
- یاخشی و ساری بر زمینه این عشق ساری عاشیق پرداخته شده است.[۱۴][۱۵]
- عباس و گلگز بر اساس ماجراهای عشقی عاشیق عباس توفارقانلی شکل گرفته است.[۱۶][۱۷]
- واله و زرنگار ماجراهای عشقی دو نفر از عاشیقهای معروف قرن هیجدهم را توصیف می‌کند.[۱۸]